# Koniec (Izbiska)
Koniec – część wsi Izbiska w Polsce, położona w województwie podkarpackim, w powiecie mieleckim, w gminie Wadowice Górne.
W latach 1975–1998 Koniec należał administracyjnie do województwa tarnowskiego.